# Charles Canady
Charles Terrance Canady (Lakeland, 22 giugno 1954) è un politico e magistrato statunitense, membro della Camera dei Rappresentanti per lo stato della Florida dal 1993 al 2001.

## Biografia
Dopo la laurea in legge a Yale, Canady esercitò la professione di avvocato e successivamente intraprese la carriera politica. Inizialmente fu un democratico molto conservatore, ma subito dopo passò al Partito Repubblicano.
Dopo sei anni di servizio nella legislatura statale della Florida, Canady venne eletto alla Camera dei Rappresentanti e vi rimase fino al 2001, quando decise di non chiedere la rielezione.
Dopo aver lasciato il Congresso lavorò come consulente del governatore della Florida Jeb Bush e successivamente venne nominato giudice di corte d'appello. Nel 2008 venne nominato giudice della Corte Suprema della Florida e fra il 2010 e il 2012 ne ha ricoperto la carica di presidente.